# Spelaeoecia bermudensis
Spelaeoecia bermudensis é uma espécie de crustáceo da família Halocyprididae.
É endémica das Bermudas.